# SN 2006ko
SN 2006ko – supernowa typu Ia odkryta 1 października 2006 roku w galaktyce A012859+0046. W momencie odkrycia miała maksymalną jasność 22,30m.